# Taxeotis pelopa
Taxeotis pelopa là một loài bướm đêm trong họ Geometridae.